# Franz Anton Danreiter
Franz Anton Danreiter (getauft 9. Dezember 1695 in Salzburg; † 17. Februar 1760 in Salzburg) war ein Salzburger Architekt, Hofgärtner und Zeichner.
Anton Danreiter unternahm Studienreisen nach Dresden und nach Frankreich. 1728 wurde Danreiter von Fürsterzbischof Leopold Anton von Firmian zum leitenden Inspektor der Salzburger Hofgärten ernannt. Bekannt sind vor allem seine künstlerisch hochwertigen und minutiös gezeichneten Ansichten vieler historischer Gärten Salzburgs, die auch bei der Rekonstruktion der Gartenanlagen von hohem Wert sind. Die Anlage des barocken Mirabellgartens geht neben Johann Bernhard Fischer von Erlach in ihrer heutigen Gestalt wesentlich auf Danreiter zurück. Bei der Weiterentwicklung der Parkpflege des Mirabellgartens sind vor allem Danreiters Pläne wesentlich. 
Danreiter gestaltete auch den Schlossgarten Hellbrunn (u. a. mit der neuen Fichtenallee) um, und er war beim Umbau der Sebastianskirche, bei der Gestaltung der Marstallschwemme, der ehemaligen Wette vor dem Mirabellschloss und beim Robinighof als Architekt beteiligt. Seine Prospektserien historischer Gärten wurden von verschiedenen Augsburger Kupferstechern gestochen und erlangten weite Verbreitung. Handskizzen von Gartengrundrissen sind im Salzburg Museum erhalten.